# Pega-pega

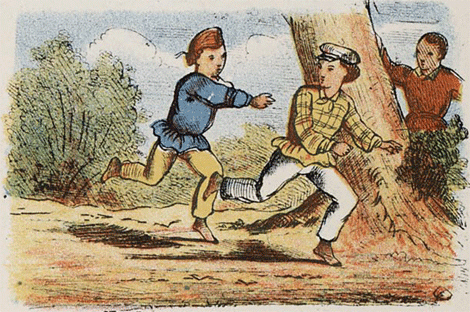
A brincadeira em uma ilustração do livro holandês Jongensspelen (jogos de meninos), 1860.

O pega-pega, pique-pega (português brasileiro) ou apanhada (português europeu), também chamada apilhagem na Região Autónoma da Madeira, é uma brincadeira infantil muito conhecida. Pode ser jogada por um número ilimitado de jogadores e possui inúmeras variantes. De modo geral, o jogo consiste em dois tipos de jogadores, os pegadores e os que devem evitar ser apanhados. Cada variante do jogo possui uma forma diferente de se estabelecer como os demais serão pegos, em geral por meio de um toque. Quem for tocado, automaticamente vira o pegador, dependendo do modo da brincadeira.

## Regras do pega-pega
Uma criança será o pegador, e as outras, os fugitivos. Quem a criança pegar, será o pegador da vez. Os participantes, combinam as regras no início, decidindo o número de pegadores.  

## Nego fugido
Uma variação da brincadeira, criada no Brasil colonial e ainda praticada em alguns estados, como Minas Gerais e Bahia, é o "nego fugido". No estado baiano, além de uma brincadeira infantil, é uma manifestação cultural com encenação popular, principalmente na cidade de Santo Amaro da Purificação.
Lembrando a perseguição dos capitães do mato aos escravos fugitivos, a brincadeira consiste na figura de um menino representando o negro fujão sendo procurado pelas demais crianças. Uma vez encontrado, ele corre em busca do pique ou esconde-se de novo até ser pego.

## Mamba
A versão africana do pega-pega é chamado de mamba. Nesta brincadeira, uma criança é escolhida para perseguir as outras e desta maneira, passa a ser o líder de um trenzinho que se forma quando os oponentes são pegos pelo escolhido. A brincadeira só acaba quando todas as crianças são pegas. O trenzinho formado ao final da brincadeira assemelha-se ao corpo de uma cobra e por isso a diversão recebe o nome da serpente africana mamba.